# Prays fraxinella
Prays fraxinella (tên tiếng Anh: Ash Bud Moth) là một loài bướm đêm thuộc họ Yponomeutidae. Nó được tìm thấy ở châu Âu.
Sải cánh dài 14–18 mm. Con trưởng thành bay từ tháng 5 đến tháng 6 và một lần nữa vào tháng 8 làm hai đợt tùy theo địa điểm.
Ấu trùng ăn Fraxinus excelsior và Fraxinus ornus. Chúng ăn lá nơi chúng làm tổ. 

## Hình ảnh

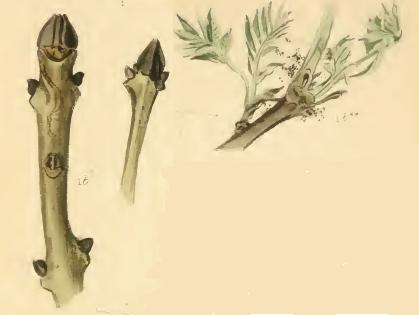
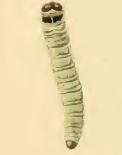
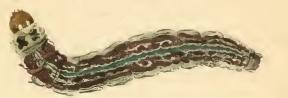
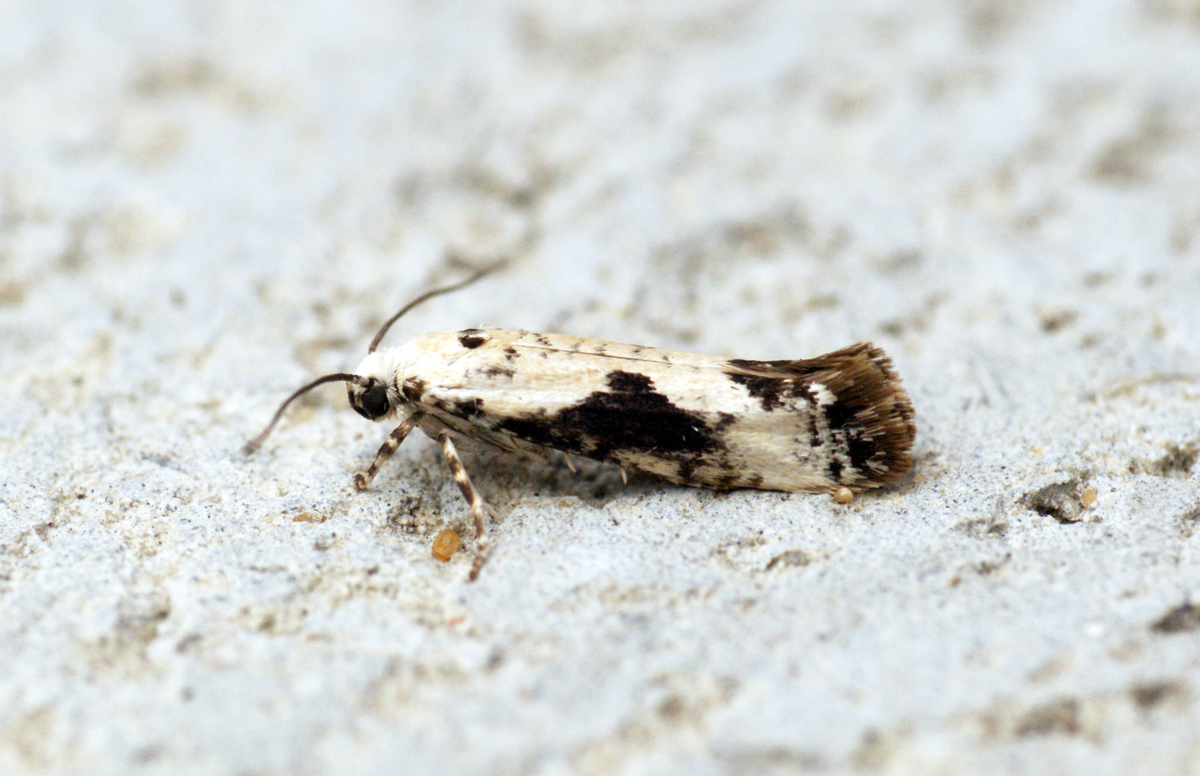